# Lanza del Vasto

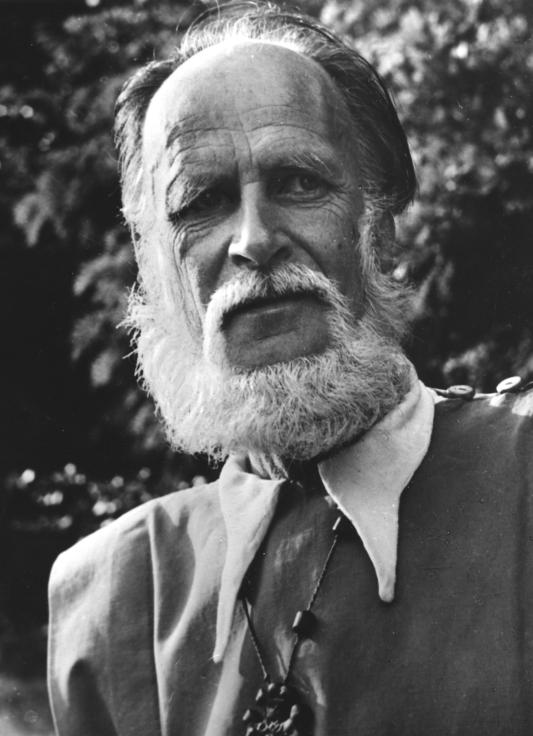
Lanza del Vasto

Lanza del Vasto, (geboren als Giuseppe Giovanni Luigi Enrico Lanza di Trabia) (San Vito dei Normanni, 29 september 1901 – Elche de la Sierra, 5 januari 1981) was een Italiaans filosoof, poëet, artiest en geweldloosheidsactivist.

## Levensloop
Zijn vader, Don Luigi Lanza de Trabia was een Siciliaanse edele en zijn moeder, Anne-Marie Nauts-Oedenkoven was geboren in Antwerpen. Al zeer jong maakte hij reizen doorheen Italië en heel Europa. Hij schreef zich in aan de Universiteit van Pisa in 1922.
Hij was vooral gekend als groot animator van de Communautés de l’Arche, die hij heeft opgericht naar het model van de ashrams van Gandhi.

## Reiziger en ontdekker
Lanza del Vasto was een onvermoeibaar reiziger en ontdekker, een man van de actie op het terrein, maar evengoed een denker en filosoof. Hij was vooral een pelgrim, hardnekkig, een aanklager, met profetische gaven.
Als westerse volgeling van Gandhi, die hij leerde kennen via het werk van Romain Rolland en die hij in India opzocht in 1936, werkte hij aan interreligieuze dialoog, spirituele vernieuwing, ecologisch activisme en geweldloze actie.
Hij bleef enkele maanden met de Mahatma die hem de naam 'Shantidas' (dienaar van de vrede) gaf, en vertrok dan in juni 1937 op pelgrimstocht naar de bronnen van de Ganges in de Himalaya. Daar heeft hij een visioen dat hem opdraagt 'keer terug en sticht'.
Daarop verlaat hij India en keert terug naar Europa. In 1938 trekt hij naar het mandaatgebied Palestina, dat dan aan de rand van de burgeroorlog staat. Hij gaat naar Jeruzalem en Bethlehem, 'tussen twee rijen tanks'.
Hij keert terug naar Parijs net als de Tweede Wereldoorlog losbarst. Hij publiceert verschillende poëtische werken en, in 1943, het verhaal van zijn reis naar India en 'le Pèlerinage aux sources' (pelgrimstocht naar de bronnen), dat een enorm succes wordt.
In 1954 vertrekt hij weer naar India om deel te nemen aan de geweldloze actiecampagnes van Gandhi's opvolger, Vinoba Bhave.

## Stichting van l'Arche
Hij sticht de eerste van de gemeenschappen van de Ark in 1948, in het begin met heel wat tegenkanting en moeilijkheden.
In 1962 vestigt de gemeenschap zich in de Haut-Languedoc, in La Borie Noble, nabij Lodève, op een domein met een vervallen klokkentoren. Het is een werkende lekenorde, van mannen en vrouwen die de principes van de geweldloosheid in de praktijk brengen.
Na de dood van hun stichter is het zijn vriend, Pierre Parodi die de gemeenschap in handen neemt.

## Studies
- Jacques Madaule, Qui est Lanza del Vasto (Denoël, 1955) (études, témoignages, textes)
- Arnaud de Mareuil, Lanza del Vasto (Seghers, 1965)
- René Doumerc, Dialogues avec Lanza del Vasto (Albin Michel)
- Claude-Henri Roquet, les Facettes de cristal (Le Centurion, entretiens avec l'auteur)
- Arnaud de Mareuil, Lanza del Vasto, sa vie, son œuvre, son message (Dangles)
- Anne Fougère, Claude-Henri Rocquet : Lanza del Vasto : pèlerin, patriarche, poète, (Desclée de Brouwer), 2003

## Discografie
- Conférence à N-D de Paris - novembre 1977 (atelier du carmel de Livry 14240)
- Rendons grâce au Seigneur de la vie - psaumes et chants de louange - avec Chanterelle del Vasto et la chorale de l'Arche - Studio SM 1975
- L'Arche - Complaintes des XIIIe, XVe et XVIe siècles - avec Chanterelle et Clara Cortazar - Studio SM 1981
- Trouvères, troubadours et grégorien - Chanterelle del Vasto, Yves Tessier et Mildred Clary - Studio SM
- Chansons populaires de l'Arche - Studio SM
- Les Mal-aimées - Studio SM
- Alleluias et séquences rythmées - Studio SM

- Bibsys: 97054097
- Biblioteca Nacional de España: XX956618
- Bibliothèque nationale de France: cb11911016p (data)
- Catàleg d'autoritats de noms i títols de Catalunya: 981058520143006706
- CiNii: DA0138184X
- Gemeinsame Normdatei: 121291928
- International Standard Name Identifier: 0000 0001 2275 7061
- Library of Congress Control Number: n50047299
- MusicBrainz: 857c408c-5236-487d-8ab2-7034a7dd6055
- Bibliotheek van het Japanse parlement: 00446875
- Nationale Bibliotheek van Tsjechië: xx0026600
- Nationale bibliotheek van Australië: 35291519
- Nationale Bibliotheek van Israël: 987007301612905171
- Nederlandse Thesaurus van Auteursnamen: 07064263X
- RKD-Nederlands Instituut voor Kunstgeschiedenis: 305609
- Istituto Centrale per il Catalogo Unico: CFIV001261
- LIBRIS: 69939
- SNAC: w66540zg
- Système universitaire de documentation: 026965267
- Trove: 899989
- Virtual International Authority File: 2472923
- WorldCat: E39PBJxCwR6R6dgM3ggpTgdPcP